# Maciej Miąsik
Maciej Miąsik (ur. 1967) – polski twórca gier komputerowych, producent, projektant, programista, sound designer.

## Praca zawodowa

### XLand i Chaos Works
Wraz z Januszem Pelcem założył firmę XLand. W 1992 wspólnie stworzyli grę platformową Electro Body (na świecie znany jako Electro Man), jedną z pierwszych profesjonalnych gier wyprodukowanych w Polsce, którą globalnie dystrybuował Epic MegaGames. Platformówka odniosła w ojczyźnie duży sukces, który zaskoczył nawet samych autorów. Miąsik brał także udział w pracach nad Robbo oraz Heartlight.
Jest autorem Fire Fight – pierwszej polskiej gry wydanej przez Electronic Arts, a wyprodukowanej przez Chaos Works, która została pozytywnie przyjęta przez graczy.

### LK Avalon i Detalion
Po premierze Fire Fight Maciej opuścił studio i dołączył do rzeszowskiego LK Avalon, gdzie brał udział w pracach nad Reah: Zmierz się z nieznanym, Schizm: Prawdziwe wyzwanie, Schizm II i Sentinel. Strażnik grobowca. Do dziś grę Schizm wspomina jako najważniejszą w swojej karierze: „To była produkcja zrobiona na totalnie na zachodnim poziomie – a czasem nawet czasem lepiej. Za ułamek budżetów, jakimi dysponowali zagraniczni twórcy.” Każda z nich ukazała się w wielu krajach na świecie.

### CD Projekt Red
W roku 2005 dołączył do zespołu CD Projekt Red jako szef działu produkcji pierwszej części gry Wiedźmin, miał też znaczący wpływ na jej ostateczny kształt. Pracował również przy anulowanym projekcie polegającym na przeniesieniu Wiedźmina na konsole. Brał udział przy tworzeniu drugiej części, Wiedźmin 2: Zabójcy królów. Firmę opuścił w 2010 roku.

### One2tribe i Pixel Crow
W One2tribe współpracował przy produkcji przeglądarkowej Neuroshima Apocalypse.
Od 2014 roku pracował – we współzałożonym z Adamem Kozłowskim – studiu Pixel Crow, w którym powstawała przygodowa gra detektywistyczna Beat Cop, opowiadająca o losach zdegradowanego detektywa Jacka Kelly, oskarżonego niesłusznie o morderstwo, i jego codziennych zmaganiach w roli „krawężnika”. Wydawcą jest 11 bit studios.

## Inne zajęcia
Był dyrektorem programowym polskiej szkoły dla twórców gier komputerowych Digital Frontier. Uczył także tworzenia gier na Polsko-Japońskiej Akademii Technik Komputerowych oraz w Warszawskiej Szkole Filmowej. Nauczał także w ramach prywatnego kursu tworzenia gier wideo Game Dev School.
Jest właścicielem forum libertarianizm.net

## Życie prywatne
Studiował na Uniwersytecie Jagiellońskim oraz Uniwersytecie Ekonomicznym w Krakowie, jednak nie ukończył żadnego z nich ze względu na pracę nad grami komputerowymi. Żonaty od 1991 roku. Nie ma dzieci.
Od 2001 formalnie jest przedsiębiorcą, początkowo (w nieistniejącej już) spółce cywilnej Detalion s.c., obecnie prowadząc własną działalność jako MIASIK.BIZ Maciej Miąsik.
Jest fanem kina hongkońskiego, książek sci-fi, oraz różnorodnej muzyki głównie w klimatach elektronicznych; psy-trance, drum’n’bass, industrial, ale też lounge, downtempo i chillout. Grywa w paintballa oraz kibicuje Formule 1, rekreacyjnie strzela też z wiatrówki.